# Phinij Jarusombat
Pinij Jarusombat. (13 de octubre de 1951). Político tailandés. Miembro de la Asamblea Nacional de Tailandia elegido por el Consejo de Seguridad Nacional, durante el gobierno interino de 2006.
Graduado en Leyes por la Universidad de Ramkhamhaeng. Fue diputado en la Cámara de Representantes desde 1992 a 2000. Viceministro de Transportes y Comunicaciones entre 1993-1995 y 1996-1997, viceministro del Interior de 1997 a 2000. vice primer ministro en tres ocasiones (2002, 2003 y 2005), ministro de Ciencia y Tecnología y, el 31 de octubre de 2006, ministro de salud Pública, durante los gobiernos de Thaksin Shinawatra. Activo miembro del partido Thai Rak Thai.